# یواس‌اس دلبرت دبلیو هالسی (دی‌ای-۳۱۰)
یواس‌اس دلبرت دبلیو هالسی (دی‌ای-۳۱۰) (به انگلیسی: USS Delbert W. Halsey (DE-310)) یک کشتی بود که طول آن ۲۸۹ فوت ۵ اینچ (۸۸٫۲۱ متر) بود. این کشتی در سال ۱۹۴۴ ساخته شد.